# Killorglin

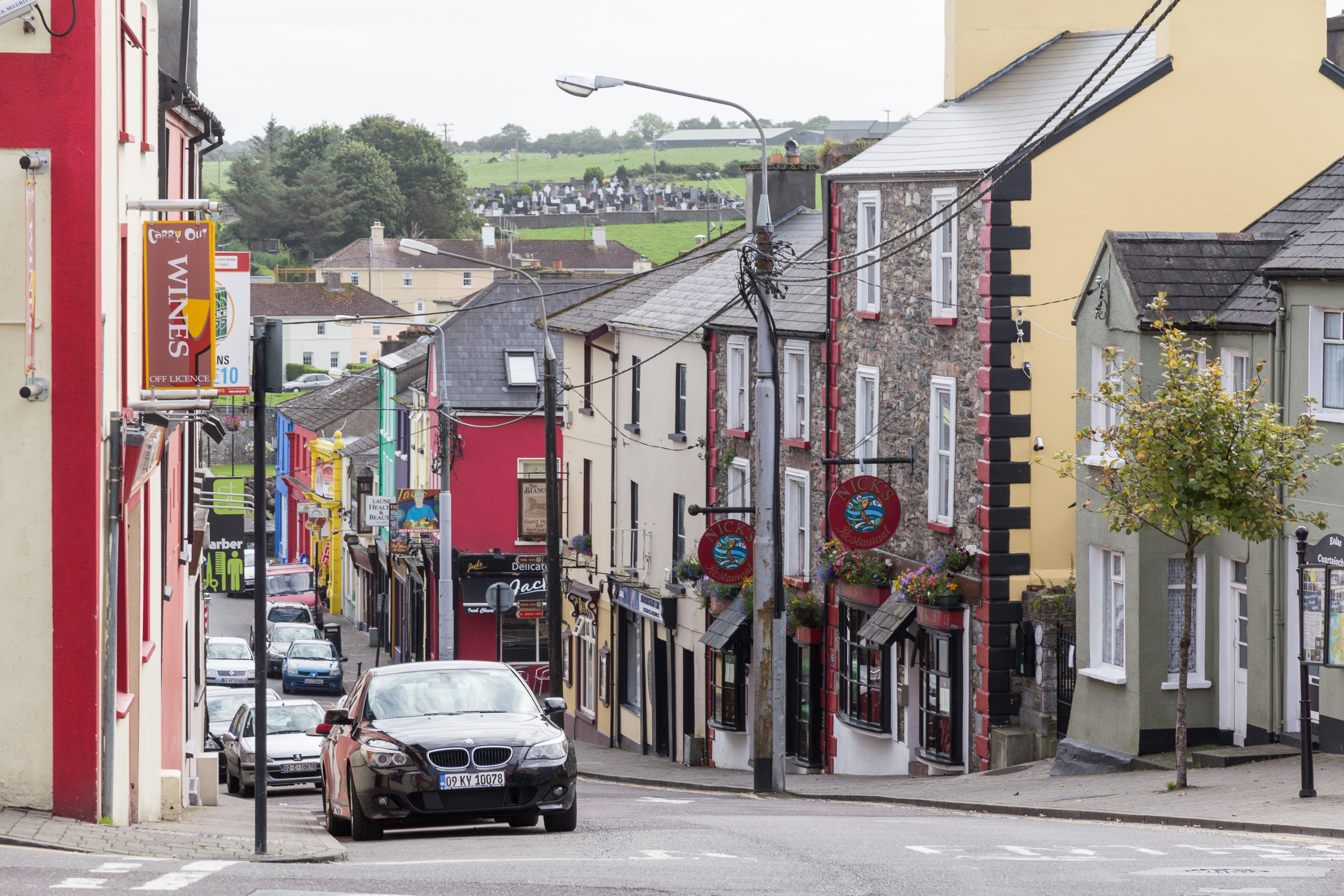
Upper Bridge Street

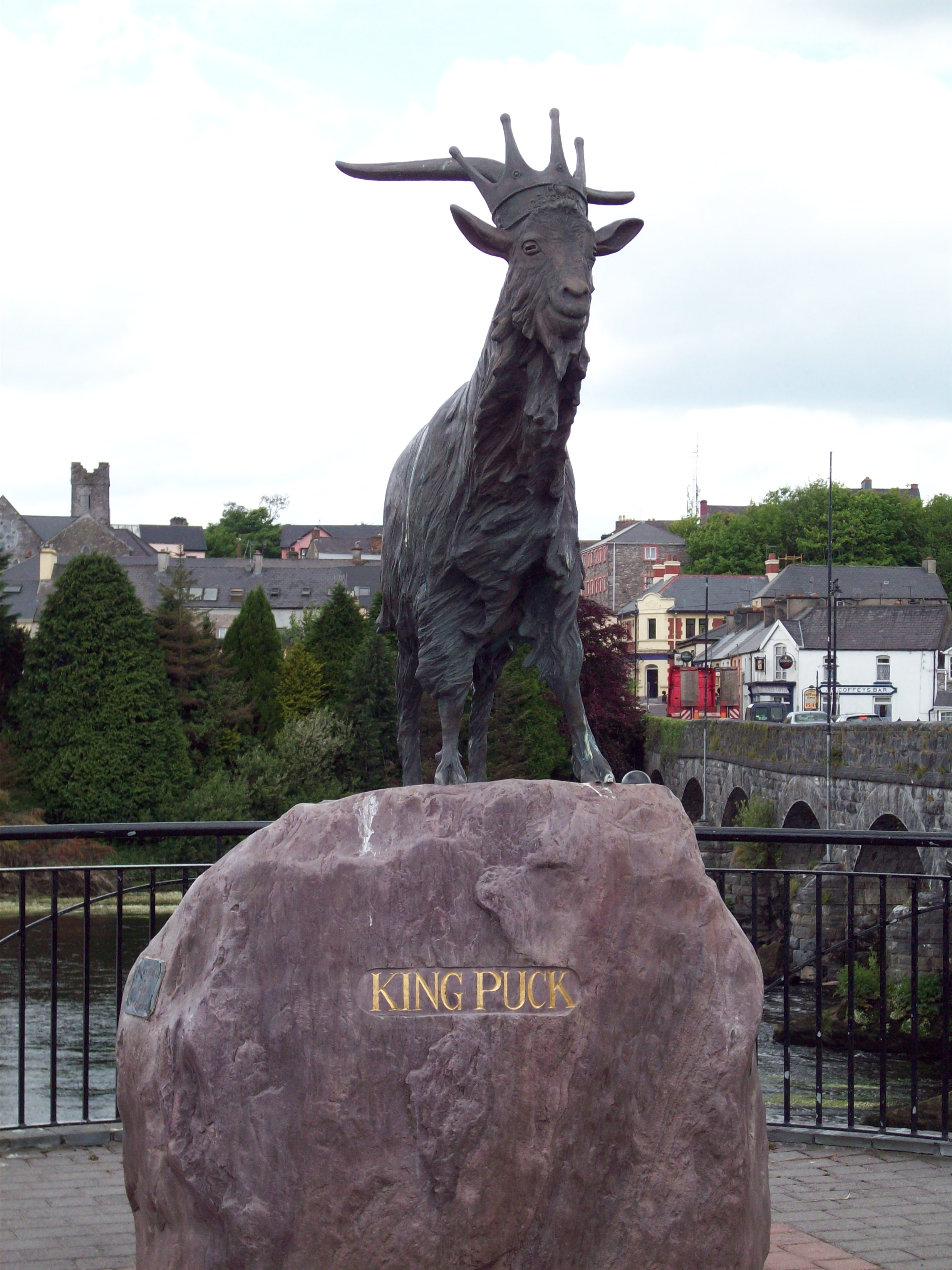
„An Puc Rí“, Bronzestatue von King Puck in Killorglin

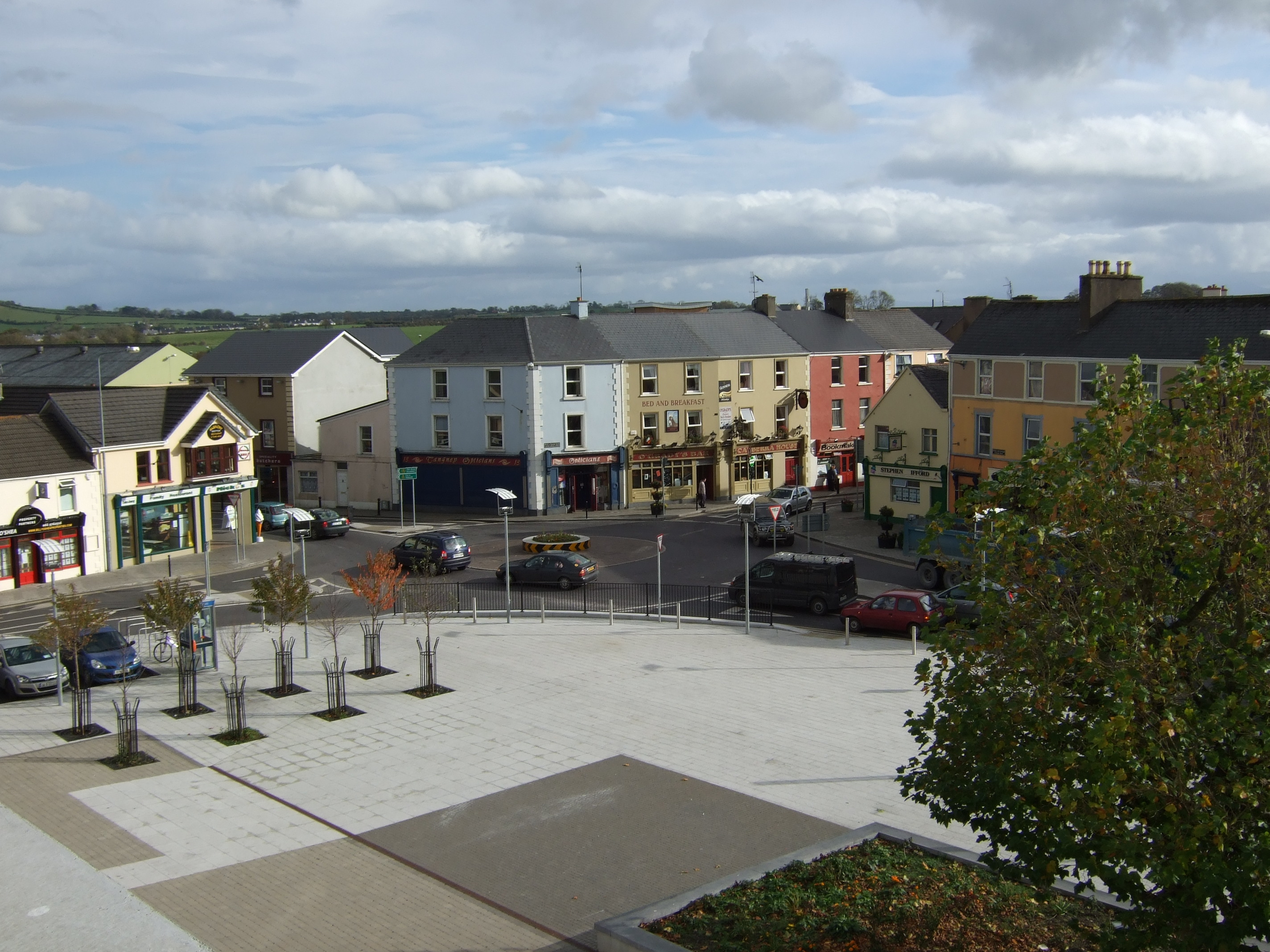
Am Library Place in Killorglin

Killorglin (irisch Cill Orglan) ist eine kleine Stadt im Süden des County Kerry in der Republik Irland. Sie liegt am nördlichen Ende der Halbinsel Iveragh am linken Ufer des Flusses Laune. Die  Stadt hat 2163 Einwohner (2022).
Der Name bedeutet „Kirche des Orglin“. In Killorglin kreuzen sich die N70 aus Tralee und die N72 aus Killarney nach Cahersiveen. Killorglin wird deshalb auch als das Tor zum Ring of Kerry bezeichnet. Tatsächlich geht es nur durch den Ortskern von Killorglin auf den Ring of Kerry in Richtung Süden.

## Puck Fair
Beim Volksfest in Killorglin, das auf vorchristliche Traditionen zurückgeht, wird am 10. August ein Ziegenbock zum König von Killorglin gekrönt. Die Krönung wird am ersten Tag des dreitägigen Volksfestes im Dorfkern durch die älteste Jungfrau im Dorf durchgeführt (normalerweise ein Mädchen aus der 6. Klasse der lokalen Grundschule). Die Bezeichnung Puck Fair, wie das Fest genannt wird, ist eine Kombination von Phuca (in Poulaphuca = Höhle der Phuca enthalten) einer als Ziege dargestellten mythologischen Figur und dem Viehmarkt. Die christianisierte Version der Herkunft des Festes ist zur Zeit Oliver Cromwells zwischen 1649 und 1653 entstanden. Woher das Fest jedoch genau stammt, ist nicht überliefert. Zwei Schiefertafeln neben der Bronzestatue des Ziegenbocks am Ortseingang berichten über die Legende der Herkunft des Festes.
Eine vergleichbare „Goat sculpture“ namens Johann steht in Cushendun in Nordirland.

## Wirtschaft
Es gibt ca. 20 Pubs, drei Tankstellen und drei Supermärkte (Eurospar, Super Valu und Aldi) in Killorglin. Außerdem befindet sich in Killorglin die Zentrale  des internationalen Finanzdienstleistungsunternehmens Fexco, welches hier ca. 800 Mitarbeiter beschäftigt. Weitere Firmen aus der pharmazeutischen Branche bieten ebenfalls Arbeitsplätze. Seit ein paar Jahren gibt es zudem zwei Büro- und Wohngebäude am neuen Library Place. In diesen Gebäuden ist die Touristeninformation, die Killorglin Library (Bibliothek), das Kerry County Council, ein Supermarkt, ein Café sowie das Softwareunternehmen Annadale Technologies untergebracht. Weiterhin verfügt Killorglin über zahlreiche Läden des täglichen Bedarfs, eine Post, einige Apotheken und Ärzte.

## Sport
Killorglin verfügt über ein ausgeprägtes gesellschaftliches Leben im Bereich des Sports:
- Die Laune Rangers sind der lokale Club der Gaelic Athletic Association
- Killorglin verfügt über einen noch relativ jungen aber landschaftlich sehr schönen 18-Loch Golfplatz
- Killorglin Rugby Club
- Killorglin Sports and Leisure Centre
- Killorglin Ruder Verein
- Yoga

## Sehenswürdigkeiten, Kunst und Kultur
Neben einem lebhaften Nachtleben – vor allem am Wochenende – verfügt Killorglin auch über kulturelle Sehenswürdigkeiten.

### Blennerhassett Monument
Auf dem großen Parkplatz (Fair Field) steht das Blennerhassett Monument, welches zu Ehren des Kerry Milizen Townsend Blennerhassett errichtet wurde. Er ertrank im Jahr 1867 in der Mündung des Flusses Laune, als er einen Freund vor dem Ertrinken retten wollte.

### Bewick Art Collection
Pauline Bewick (geb. 1935 in Northumberland in England) gehört zu den bekanntesten irischen Künstlern der Gegenwart. Zu ihrem 70. Geburtstag im Jahr 2005 schenkte sie einen großen Teil ihrer unverkauften Kunstwerke dem irischen Staat, der daraus insgesamt drei Ausstellungen kreierte. Eine dieser Ausstellungen ist im County Council Gebäude am Library Place in Killorglin zu besichtigen. Der Eintritt ist frei – wie bei fast allen irischen Kunstausstellungen. Die Bewick Art Collection Killorglin zeigt neben Frühwerken der Künstlerin aus den 1930er Jahren auch Werke der Yellow Man Serie und aus dem in Polynesien entstandenen Südseezyklus.

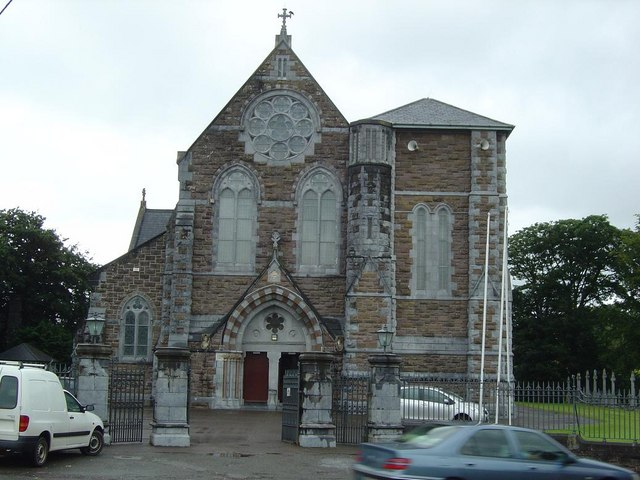
St. James Kirche Killorglin

### St. James Kirche (katholisch)
Im Jahr 1837 wurde an der Stelle der heutigen Kirche eine Schule und eine Kirche errichtet. Das Kirchenschiff hatte einen klassischen Kreuzgrundriss, hatte ein Reetdach und lediglich einen festgetretenen Erdfußboden. 1887 wurde mit dem zweijährigen Bau der jetzigen Kirche im gotischen Stil nach Plänen des irischen Architekten James Joseph McCarthy begonnen. Der Sandstein für das Gebäude wurde auf der neu eröffneten Eisenbahnlinie aus dem benachbarten Castlemaine herangeschafft. Der Altar stammt aus Sizilien.

### Ehemalige Kirchen
Einige ehemalige Kirchen wurden in Killorglin nach dem Neubau modernerer Kirchen an Privatleute verkauft und dienen heute z. B. als Restaurant (Sol y Sombra in der Main Street) oder als Kulturstätte (Chapel on the Hill in der Market Street).
Die acht Oghamsteine von Kilcoolaght East, etwa 4,6 Kilometer südöstlich von Killorglin sind ein Nationalmonument.

## Gemeindepartnerschaften
Die französische Gemeinde Plouha in der Bretagne ist eine Partnergemeinde von Killorglin.

## Verkehr
Der Bahnhof Killorglin lag an der Bahnstrecke Farranfore–Valencia Harbour.

## Persönlichkeiten
- Gene Mangan (1937–2025), Radrennfahrer